# Luces, cámara, ¡amor!
Luces, cámara, ¡amor! (en hangul, 멜로무비; romanización revisada, Mellomubi; literalmente, «Película Melo») es una serie de televisión web surcoreana, una comedia romántica escrita por Lee Na-eun, dirigida por Oh Chung-hwan, y protagonizada por Choi Woo-shik, Park Bo-young, Lee Jun-young y Jeon So-nee. Se estrenará en la plataforma Netflix el 14 de febrero de 2025.

## Sinopsis
Un cinéfilo se enamora de una directora en ciernes, pero su romance termina demasiado pronto. Sin embargo, años después, cuando ambos están en la treintena, sus caminos vuelven a cruzarse. En esta comedia romántica, unos jóvenes que buscan el amor y alcanzar sus sueños se descubren, se convierten en fuente de inspiración mutua, y superan sus propios traumas.

## Reparto

### Principal
- Choi Woo-shik como Ko Kyum, un cinéfilo que trabajó como extra, se convierte en crítico de cine y sueña con ver todas las películas del mundo.[3][4]

- Park Bo-young como Kim Moo-bi, una directora de cine que entró en la industria cinematográfica por su padre, quien valoraba las películas más que a ella misma.[3][5]

- Lee Jun-young como Hong Si-joon, un compositor que dice ser un genio pero en realidad es un desconocido, que cae en la confusión cuando vuelve a encontrarse con su exnovia.[3][6]

- Jeon So-nee como Son Joo-ah, una guionista, exnovia de Si-joon, que aún recuerda la dolorosa ruptura.[3][6]

### Secundario
- Kim Jae-wook como Ko Joon, el hermano mayor de Kyum. Después de que sus padres fallecieron, se convirtió en el cabeza de la familia y se hizo cargo de su hermano menor.[7]
- Cha Woo-min como Woo Jung-hoo, vecino de la infancia de Moo-bi, que a menudo sufría acoso y era cuidado por ella.[8]
- Ko Chang-seok como Ma Sung-woo, un director de cine, el primer maestro de Moo-bi.[9]
- Kim Hee-jung como Kang Yeon-joo, la madre de Moo-bi.[10]
- Kim Young-woong como Park Sang-shik, propietario de una pequeña tienda de vídeos.
- Kim Min-sang como el director de cine Koo Young-shik.[11]
- Huh Hyung-kyoo como el doctor Hong Young-joon, hermano mayor de Si-joon. Está disgustado porque su hermano menor solo se centra en la música y no hace frente a la realidad.[12]
- Han Jae-in como Yoo-rim.

### Apariciones especiales
- Kim Da-heen como Kim Hoon-dong, el padre de Moo-bi, que murió en un accidente de tráfico.

- Eum Moon-suk como Kang-hoon, el actor protagonista de la película dirigida por Sung-woo.
- Seo Yi-sook como directora Choo, una conocida directora de cine.

## Producción
Luces, cámara, ¡amor! es una producción de Studio N para Netflix. Está escrita por Lee Na-eun (Aquel año nuestro, emitida entre 2021 y 2022), para quien el tema central es el del reencuentro, y que declaró haber incorporado al guion su propia experiencia de relaciones fallidas: la serie «se centró en cómo seguir adelante frente a las dificultades interminables. Escribí una historia sobre jóvenes que sueñan con una vida como la de una película, pero la realidad no sale como lo habían planeado, descubriéndose y curándose mutuamente. Hay varias películas ocultas a lo largo del drama, por lo que será divertido buscarlas».
El director es Oh Chung-hwan, que ha dirigido en el pasado, entre otras series, While You Were Sleeping (2017), Hotel del Luna (2019), Big Mouse (2022) y El naufragio de una diva (2023). Según Oh, «ambas parejas se separan y se reencuentran, pero sus escenas se retratan de manera diferente. Go Gyum y Kim Mu-bi son una pareja que se reencuentra y está emocionada por su primera relación, mientras que Hong Si-jun y Son Joo-ah son una pareja que se amaba mucho pero se separó sin ningún motivo» Sobre la trama, «en lugar de simplemente representar los hermosos momentos de la juventud, trato las deficiencias y los traumas de cada persona [...] No es una historia de éxito plausible ni una historia de amor, sino una historia sobre personajes que encuentran obstáculos en la realidad, se lastiman y crecen lentamente».
En octubre de 2023 se estaba formando el reparto. El día 11 de ese mes algunos órganos periodísticos informaron de que Choi Woon-shik estaba considerando positivamente una oferta que se le había hecho para protagonizar la serie. El 18 de noviembre la agencia de Park Bo-young, BH Entertainment, emitió un comunicado en el mismo sentido. El 17 de enero de 2024 Tanto Lee Jun-young como Jeon So-nee anunciaron que se unirían también al reparto, completando así el cuarteto protagonista. Dos días después la agencia Management Soop comunicó que Kim Jae-wook había recibido una oferta y la estaba considerando positivamente. La serie entró en producción en febrero de 2024: el día 22 Netflix publicó imágenes de la lectura del guion. El rodaje concluyó el 24 de agosto.
El 17 de enero Netflix confirmó el estreno para el 14 de febrero, coincidiendo con el día de San Valentín, y lanzó un cartel y un avance; este último fue recibido con mucho interés, pues superó las 400 000 visitas solo en el primer día. El 31 del mismo mes lanzó el cartel principal y un avance de la serie, que presenta las relaciones entre los miembros de las dos parejas protagonistas. Elle Korea publicó en febrero una sesión fotográfica de Park Bo-young con Choi Woo-shik. El 6 de febrero Netflix distribuyó una «guía de lectura» de la serie con las declaraciones de la guionista y el director. Al día siguiente Park Bo-young apreció en el canal de YouTube de Netflix Korea para promocionar la serie.